# Bundmaa Munkhbaatar
Bundmaa Munkhbaatar, née le 4 septembre 1985, est une judokate mongole en activité évoluant dans la catégorie des moins de 52 kg (poids mi-légers).

## Palmarès

### Palmarès international
| Année | Compétition           | Lieu  | Résultat | Catégorie      |
| ----- | --------------------- | ----- | -------- | -------------- |
| 2010  | Championnats du monde | Tokyo | 3e       | Moins de 52 kg |